# إيرنيستو أغيري
إيرنيستو أغيري (بالإسبانية: Ernesto Aguirre)‏ هو لاعب كرة قدم بيروفي في مركز مهاجم ‏، ولد في 10 سبتمبر 1963. شارك مع منتخب بيرو لكرة القدم.

## وصلات خارجية
- إيرنيستو أغيري على موقع قاعدة بيانات كرة القدم.إي يو (الإنجليزية)
- إيرنيستو أغيري على موقع ناشيونال فوتبول تيمز (الإنجليزية)